# 山茄子
山茄子（学名：Brachybotrys paridiformis）为紫草科山茄子属的植物。分布在朝鲜、俄罗斯远东地区、俄罗斯远东地区:乌苏里以及中国大陆的吉林、黑龙江、辽宁等地，生长于海拔100米至1,000米的地区，多生长在林下、草坡以及田边，目前尚未由人工引种栽培。

## 别名
假王孙、人参愰子（东北地方名）